# Langnæbbet sneppeklire
Langnæbbet sneppeklire (Limnodromus scolopaceus) er en nordamerikansk vadefugl, der kun er set få gange i Danmark. Den blev senest iagttaget i Lille Vildmose i maj 2010, hvor den dog var uheldig at blive taget af først en spurvehøg og senere en ræv
.